# Bob Casey
Robert Edward Casey, detto Bob (Dublino, 18 luglio 1978), è un ex rugbista a 15, dirigente d'azienda e dirigente sportivo irlandese, in carriera seconda linea di Leinster e London Irish.

## Biografia
Cresciuto al Blackrock College di Dublino, compì gli studi universitari all'UCD, istituzioni nelle cui rispettive squadre di rugby si formò sportivamente.
Laureatosi in Economia, entrò nel 1999 nella provincia rugbistica di Leinster con cui disputò il campionato interprovinciale irlandese.
Ancora senza presenze in Nazionale, fu convocato nella selezione maggiore dell'Irlanda che affrontò la Coppa del Mondo di rugby 1999, nel corso della quale debuttò in maglia verde a Dublino contro l'Australia.
Disputò, ancora, il Sei Nazioni 2000 per poi essere convocato a metà anno per due test match contro Canada e Stati Uniti.
Vinse con Leinster la prima edizione della neoistituita Celtic League nel 2002 poi, a fine stagione, si trasferì in Inghilterra ai London Irish.
Lì, divenuto capitano, contribuì al raggiungimento dei risultati migliori nella storia del club: le finali di 2005-06 e di Premiership 2008-09 e la semifinale di Heineken Cup 2007-08.
Nel 2008 giunse anche la richiamata in Nazionale a 8 anni di distanza dal suo ultimo incontro per l'Irlanda, anche se non si trattò di un test match essendo un incontro con i Barbarians; l'anno seguente, comunque, disputò due incontri internazionali, i suoi ultimi, ancora contro Canada e Stati Uniti.
Furono in totale 7 le presenze internazionali di Casey, cui si aggiunsero anche due inviti nei Barbarians tra il 2004 e il 2006.
Ritiratosi dall'attività agonistica nel 2012 dopo dieci anni nei London Irish, lavorò come dirigente presso una ditta di smaltimento e riciclo rifiuti per poi tornare nel 2015 ai London Irish nella veste di direttore operativo e membro del consiglio direttivo del club.

## Palmarès
- Celtic League: 1
Leinster: 2001-02